# 扎哈里耶夫峰

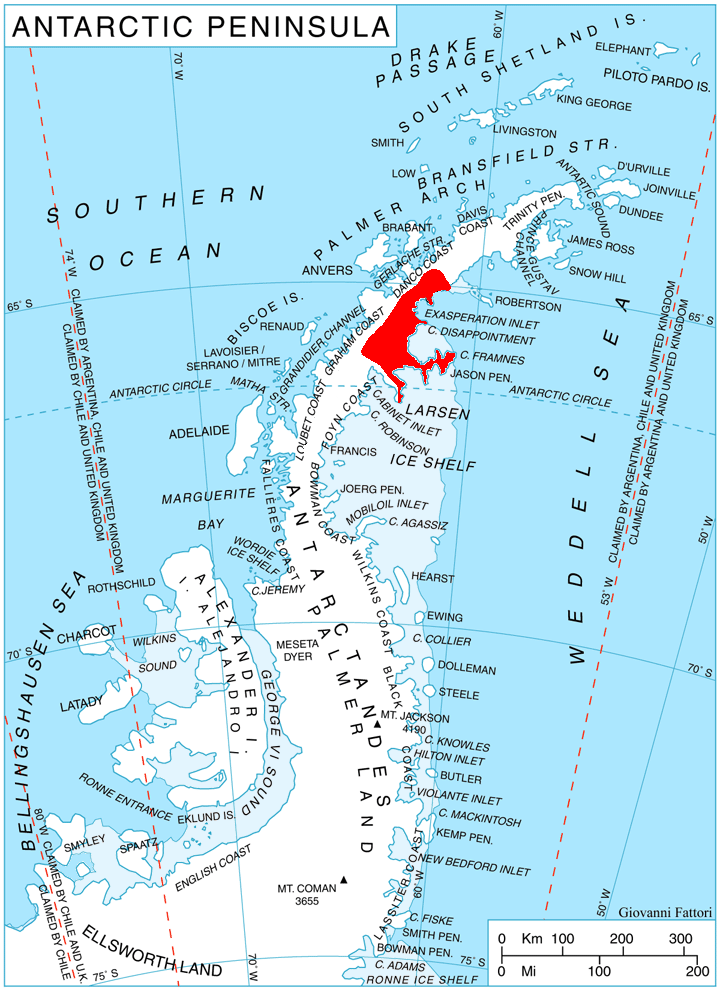

扎哈里耶夫峰（英語：Zahariev Peak）是南極洲的山峰，位於奧斯卡二世海岸，屬於梅特利奇納嶺的一部分，海拔高度650米，以保加利亞氣象學家命名，現時由南極條約體系管理。